# Nanophanerophyt
Nanophanerophyten sind eine Untergruppe der Phanerophyten, also Pflanzen, deren Überwinterungsknospen über dem Niveau der Schneedecke liegen. Im Unterschied zu den Makrophanerophyten ragen sie nicht über das Niveau der umgebenden Vegetation hinaus und sind daher teilweise windgeschützt. Dadurch genießen sie einen gewissen Schutz gegen Frosttrocknis.
Zu den Nanophanerophyten zählen holzige Sträucher und Bäume mit einer regulären Höhe zwischen 0,5 m und 5 m.